# Molophilus (Molophilus) bifilamentosus
Molophilus (Molophilus) bifilamentosus is een tweevleugelige uit de familie steltmuggen (Limoniidae). De soort komt voor in het Australaziatisch gebied.